# Game Maker
Game Maker je aplikace na tvorbu her pod operačním systémem Microsoft Windows a OS X pro tyto a řadu dalších platforem. Autorem programu je Mark Overmars a je napsán v programovacím prostředí Delphi, první verze byla uvolněna 19. listopadu 1999. Nyní spadá pod společnost YoYo Games pod níž Mark vytvořil Game Maker v7.0.
Ve verzi pro Windows program přímo vytváří EXE soubory a obsahuje vlastní programovací jazyk GML (Game Maker Language), primární je však grafický interface založený na objektově orientovaném a drag-and-drop systému, který uživateli dovoluje vše intuitivně řadit na obrazovce vedle sebe. Podporováno je mnoho grafických formátů, zvuky a hudbu lze importovat ve formátech WAV, MP3 i Ogg Vorbis. V registrované verzi jsou i funkce pro 3D grafiku.
Současná verze Game Makeru se jmenuje Game Maker Studio (dále též GMS) a má stále svou bezplatnou i placenou verzi. Bezplatná verze exportuje spustitelné soubory pouze pro Windows Desktop a chybí některé pokročilé možnosti v samotném vývojovém prostředí (např. Texture Management). Placená verze exportuje pro řadu platforem (iOS, Android, Xbox atd.) systémem samostatně dokupovaných plug-inů. Existuje také tzv. Master Collection verze, která obsahuje všechny existující i budoucí plug-iny pro verzi GMS 1.x. Plné využití exportních možností často vyžaduje další software či hardware, který není součástí GMS. Souběžně s placenou verzí GMS lze nainstalovat také tzv. Early Access verzi, která slouží k vyzkoušení nově vyvíjených vlastností.
Proti Game Makeru 8 a nižším, Game Maker Studio klade mnohem větší důraz na jazyk GML, který je zde rozšířen o nové možnosti, zatímco možnosti ikon zůstávají v téměř nezměněné podobě. GMS umí částečně (některé funkce GM8 byly z GMS vyřazeny) importovat starší projekty předchozích verzí Game Makeru. Proti starším verzím se liší možnosti importu grafiky a zvuků, kde byly některé možnosti zrušeny a jiné přidány. Pomocí Game Makeru vznikla v roce 2021 Herní konzole z názvem RR7 a na RR7 vyšly zatím dvě hry.

## Popis a použití programu
Základním prvkem Game Makeru jsou objekty. Objektem může být ve vytvářené hře jakýkoliv interaktivní prvek ve hře (hlavní postavy, nepřátelé, předměty, zdi nebo také speciální kontrolní objekty či položky menu). Vlastnosti těchto objektů jsou popsány pomocí vestavěných lokálních proměnných, mezi něž patří například pozice (x,y), viditelnost nebo číslo spritu, což je některý z obrázků načtených do hry (statický nebo animovaný) a následně určující vzhled objektu.
Ke každému objektu je možné přiřadit různé události (events). Tyto události mohou být například vytvoření (nebo zničení) objektu, stisk klávesy (nebo tlačítka myši), dopočítání alarmu, vykreslování či událost prováděná při každém kroku. K jednotlivým událostem jsou formou ikonek přiřazovány akce (actions), např. vytvoř (znič) objekt, začni se pohybovat určitým směrem určitou rychlostí, nastav alarm, vykresli (text, sprite, geometrický tvar). Akce jsou rozděleny v několika skupinách (každá představuje jeden soubor *.lib v adresáři s programem). Tyto akce nejsou ničím jiným než nahrazením několika řádků kódu v jazyce GML. Kód v tomto jazyce se přidá k události jako jedna speciální akce nebo jako volání tzv. skriptu (script).
Dalším nepostradatelným prvkem tvorby her v Game Makeru jsou rooms, které představují prostor, v němž hra probíhá. V mnoha hrách to jsou tzv. levely. Do těchto "roomů" jsou vkládány objekty, které zde po spuštění hry reagují akcemi na události. Kromě objektů lze do roomu vložit dlaždice (tiles), což jsou "kousky" větších obrázků nazývaných pozadí (backgrounds). Na rozdíl od objektů dlaždice nemají žádné události a akce a složí tedy pouze jako dekorace prostředí. U roomů lze definovat velikost v pixelech, obrázek pozadí či popředí (použije se background) nebo další vlastnosti. Game Makerová hra se nespustí, pokud neobsahuje alespoň jeden room.
Do hry je také možné vkládat zvukové a hudební soubory, které lze v průběhu hry přehrát pomocí akcí nebo GML příkazů k tomu určených. Stejně tak je možné přidat písma (fonts), timelines (složitější časovače), cesty (paths) a skripty (scripts). Skripty obsahují kód v jazyce GML a jsou spouštěny objekty pomocí akce k tomu určené nebo napsáním jejich názvu se závorkami, jenž mohou obsahovat argumenty skriptu.

## Game Maker Language (jazyk)
Game Maker Language (GML) je programovací jazyk programu Game Maker. Svou syntaxí se podobá jazykům C, C++ nebo Pascal. Syntaxe je však poměrně volná. Na konci příkazu se může (a nemusí) používat ;, podmínka může a nemusí být uvedena v závorkách, jako znak porovnání se může použít = nebo == (přiřazení =), blok příkazů lze určit pomocí { a } nebo begin a end. Proměnné se nedeklarují, vytvoří se při prvním přiřazení hodnoty k dané proměnné. Typy proměnných jsou pouze dva: číslo a textový řetězec. Proměnné kromě toho jsou buď globální 
```
global.promenna
```

 nebo lokální, které se vztahují k určitému objektu 
```
objekt.promenna
```

 nebo objektu o určitém id 
```
(100001).promenna
```

### „Hello, World!“
Pro vypsání „Hello, world!“ v Pop-up okně se použije následující kód přiřazený jakékoliv události:
```
show_message("Hello, World!");
```

Pro vykreslení Hello, world! na pozici (0, 0) v roomu se použije následující kód ve vykreslovací události:
```
draw_text(0,0,"Hello, World!");
```

## Pomocné programy
Mark Overmars ke Game Makeru napsal také oficiálně nepodporované pomocné programy, které však mají uživatelé bez záruky možnost stáhnout a používat.
- GM lib builder - umožňuje vytvářet soubory *.lib s vlastní sadou akcí. Sám Overmars ho používal při tvorbě standardních akcí.
- GM Extension Maker - umožňuje vytvářet soubory *.gex, které mohou obsahovat DLL knihovny, scripty a další - pouze pro GM7 a vyšší
- GM Convert Game - slouží ke konverzi exe souborů vytvořených v Game Makeru 6.0 a 6.1 tak, aby je bylo možné spustit i ve Windows Vista a Windows 7. Bez této konverze to není možné.

## Koncovky verzí
Různé verze programu používají různé přípony názvů vytvářených souborů. Starší soubory je sice možné otevřít v novější verzi Game Makeru otevřít, následné uložení už je však možné provést jen do formátu aktuální verze programu.
- GameMaker 5.0: *.gmd
- GameMaker 6.0, 6.1: *.gm6
- GameMaker 7.0, 8.0: *.gmk
- GameMaker 8.1: *.gm81
- GameMaker: Studio 1.x: *.gmx (textový formát pro projekt nebo jeho součásti) a *.gmz (celý projekt v komprimované formě, vhodný ke sdílení)
- GameMaker: Studio 2.x *.yyp